# Aquädukt El Saucillo

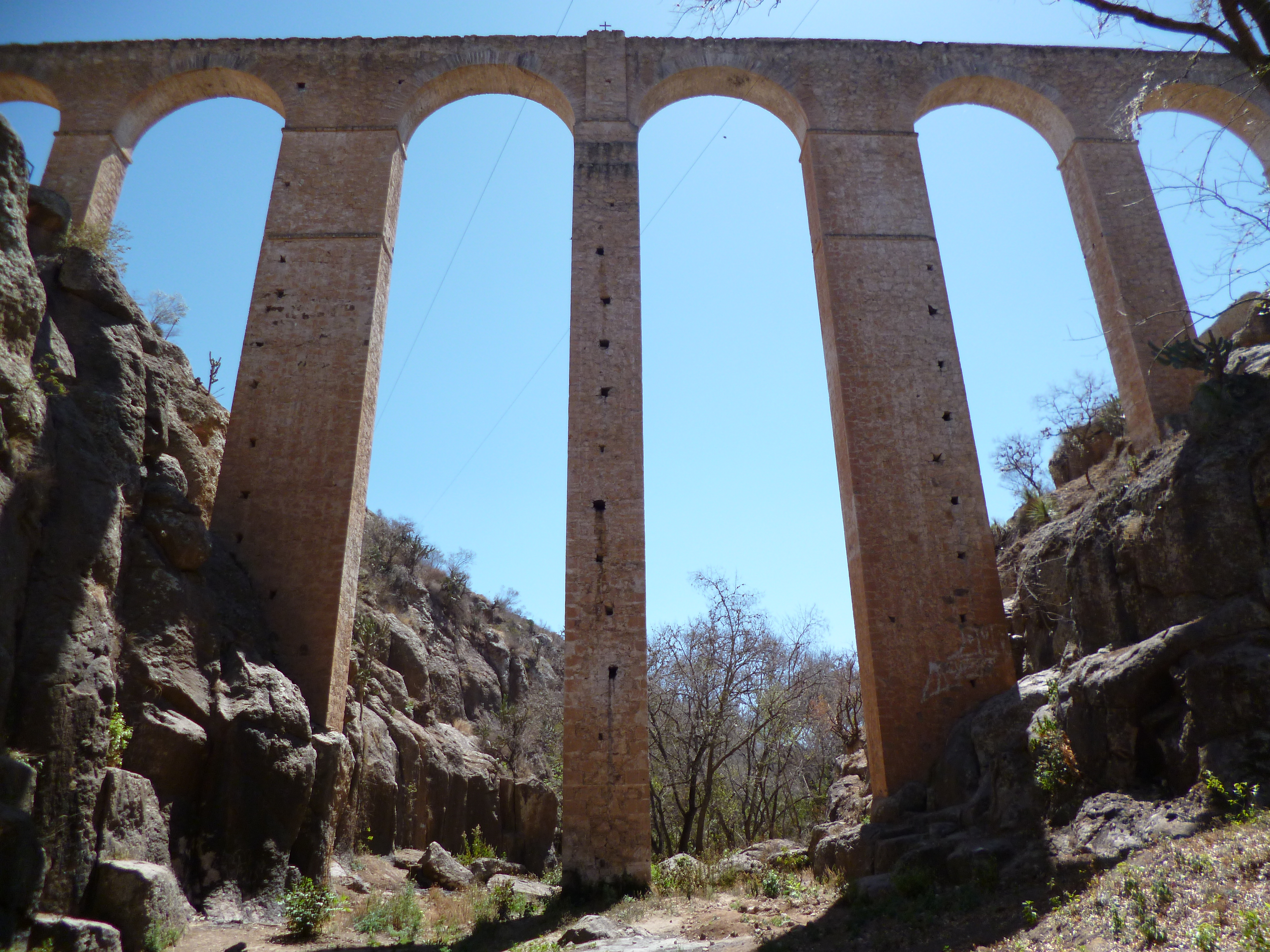
Aquädukt El Saucillo

Der Aquädukt El Saucillo ist ein im 18. Jahrhundert im Vizekönigreich Neuspanien gebauter Aquädukt, der im heutigen Mexiko südwestlich des Ortes Huichapan im Bundesstaat Hidalgo ein tief eingeschnittenes Bachbett überquert.
Der insgesamt 155 m lange Aquädukt besteht aus drei etwa gleich langen Abschnitten, die flachwinklig aneinandergefügt sind, und insgesamt 14 Bögen. Der Bogen über dem Bachbett gilt mit einer Höhe von 44 m als der höchste Aquäduktbogen Lateinamerikas.
Der Aquädukt wurde 1757, nach anderen Angaben in den Jahren 1732 bis 1738 gebaut. Es soll bis zur Mitte des 20. Jahrhunderts in Betrieb gewesen sein. Heute wird seine offene Kanalrinne als Gehweg benutzt.